# گاگااواولالا
گاگااواولالا (انگلیسی: GagaOOLala) یک سرویس ویدئو به‌درخواست جهانی مستقر در تایوان است که به پخش فیلم‌های مرتبط با ال‌جی‌بی‌تی، فیلم‌های تلویزیونی ساخته‌شده برای ال‌جی‌بی‌تی و مجموعه‌های تلویزیونی معاصر ال‌جی‌بی‌تی بدون سانسور می‌پردازد. این سرویس با لاین تی‌وی مستقر در ژاپن، ابتدا در تایلند و سپس در سراسر آسیا همکاری کرده است، تا مجموعه‌های تلویزیونی تولید شده توسط گاگااواولالا را پخش کند. گاگااواولالا متعلق به پورتیکو مدیا است که همچنین شبکه‌های تلویزیونی پولی را برای ارائه‌دهنده تلویزیون کابلی تایوان و پلتفرم ام‌اودی شرکت چانگهوا تلکام پخش می‌کند.
️این سرویس در مارس ۲۰۱۷ راه‌اندازی شد و ابتدا فقط در تایوان قابل دسترسی بود. سپس در همان سال به ۱۰ کشور عضو آسه‌آن در جنوب شرق آسیا گسترش پیدا کرد، در ۲۰۱۸ به هنگ کنگ و ماکائو رسید و در ۲۰۱۹ به بقیه مناطق آسیا گسترش یافت. در نهایت، این سرویس در مه ۲۰۲۰ به‌طور جهانی، به جز سرزمین اصلی چین و کره شمالی، در دسترس قرار گرفت.
این اولین پلتفرم اوتی‌تی در آسیا است که تمرکز ویژه‌ای بر روی محتوای ال‌جی‌بی‌تی دارد. فهرست محتوای آن شامل فیلم‌های بلند، فیلم‌های کوتاه، مستندها، سریال‌ها و محتوای ارجینال خود است.